# Leda Hugo
Leda Florinda Hugo, kurz auch nur Leda Hugo (* 4. Januar 1963 in Namapa, Provinz Nampula, Portugiesisch-Ostafrika) ist eine mosambikanische Agrarwissenschaftlerin und Politikerin (FRELIMO). Hugo ist seit 2010 Vizeministerin in der mosambikanischen Regierung: Zuvor im Ministerium für Bildung, ist sie seit 2015 im Ministerium für Wissenschaft, Technologie, technische und akademische Ausbildung tätig.

## Leben

### Jugend und Ausbildung
Leda Florinda Hugo wurde am 4. Januar 1963 in der Kleinstadt Namapa in der nordmosambikanischen Provinz Nampula der portugiesischen Kolonie Mosambik geboren. Sie besuchte die Grundschule Escola Primária Oficial de Ocua in der Provinz Cabo Delgado bis 1974, bevor sie die Sekundarschule Escola Secundária de Nampula in Nampula bis 1979 absolvierte. Einen universitären Vorbereitskurs besuchte sie an der Escola Secundária Samora Machel in Beira bis 1981.
Anschließend studierte Hugo Agrarwissenschaften an der Eduardo-Mondlane-Universität in Maputo bis 1986. Ihre Master absolvierte Hugo an der Texas Agriculture & Mechanics University, College Station in Texas (USA), sie promovierte bis 2003 an der Universität Pretoria (Südafrika).

### Beruflicher Werdegang
Bis zu ihrer Ernennung zur Vizeministerin im Jahr 2010 arbeitete Hugo in der Eduardo-Mondlane-Universität. Sie leitete von 1994 bis 1997 den Grundkurs der agrarwissenschaftlichen Fakultät, von 2001 bis 2006 leitete sie den Studiengang der ruralen Ingenieurwissenschaften („Engenharia Rural“). Von 2006 bis 2007 stand sie der universitären Abteilung für rurale Ingenieurwissenschaften vor. 2008 übernahm sie für ein Jahr die Aufgabe der pädagogischen Leitung der Universität.
2008/09 koordinierte sie die Umsetzung einer akademischen Novelle an der Eduardo-Mondlane-Universität, der größten Universität Mosambiks.

### Wechsel in die Politik
Nach der erfolgreichen Wiederwahl Armando Guebuzas bei den Präsidentschaftswahlen 2009, gestaltete dieser sein Kabinett umruf. Guebuza berief Leda Hugo, die bereits FRELIMO-Mitglied war, ins Kabinett und übertrug ihr eine der drei stellvertretenden Leitungsfunktionen des Ministeriums für Bildung unter Zeferino de Alexandre Martins. Arlindo Chilundo und Augusto Jone Luís waren ebenfalls Vizeminister des Ressorts. Hugo nannte die Qualitätssicherung der universitären Bildung als ihr Hauptziel der Legislaturperiode.
Der Nachfolger von Guebuza, Filipe Nyusi, behielt Hugo im Kabinett. Im Rahmen der Kabinettsverkleinerung übernahm sie das Amt der Vizeministerium für Wissenschaft, Technologie, technische und akademische Ausbildung unter Ressortleiter Jorge Penicela Nhambiu.

### Privat
Leda Hugo ist geschieden und hat zwei Kinder, des Weiteren betreut sie vier Waisenkinder. Sie ist Anhängerin muslimischen Glaubens. Sie spricht Makua, Portugiesisch und Englisch.